# ارکان اربعه
ارکان اربعه (به عربی: الأركان الأربعة) که چهار صحابه، نخستین شیعیان و شیعیان راستین نیز نامیده شده‌اند، به چهار صحابه محمد گفته می‌شود که به اعتقاد شیعه پس از وفات محمد نیز به وی وفادار مانده و یار علی (جانشین محمد) شده‌اند. این چهارنفر عبارتند از:
1. سلمان فارسی
2. ابوذر غفاری
3. مقداد بن اسود
4. عمار بن یاسر